# Spirit of Detroit
The Spirit of Detroit (en español: El Alma de Detroit) es un monumento de la ciudad con una estatua de bronce grande creada por Marshall Fredericks y situado en el Coleman A. Young Municipal Center de Woodward Avenue en Detroit, Michigan, Estados Unidos.
Fue comisionado en 1955 por un costo de $58,000 (equivalente a $659 687 hoy en día), e inaugurado en 1958. En su mano izquierda, la gran figura sentada sostiene una esfera de bronce dorado que emana rayos para simbolizar a Dios. La gente en la mano derecha de la figura es un grupo familiar. La escultura de 26 pies (7.9 m) era la estatua de bronce fundido más grande desde el Renacimiento cuando fue instalada por primera vez. Fue emitido en Oslo, Noruega.
La estatua fue objeto de una restauración en 2006, financiada por fundaciones y otras donaciones privadas.
En 2013, el comerciante e historiador de arte, Eric Ian Hornak Spoutz, fue citado en Detroit News afirmando que el valor de la estatua es de más de $1.000.000.

## Etimología

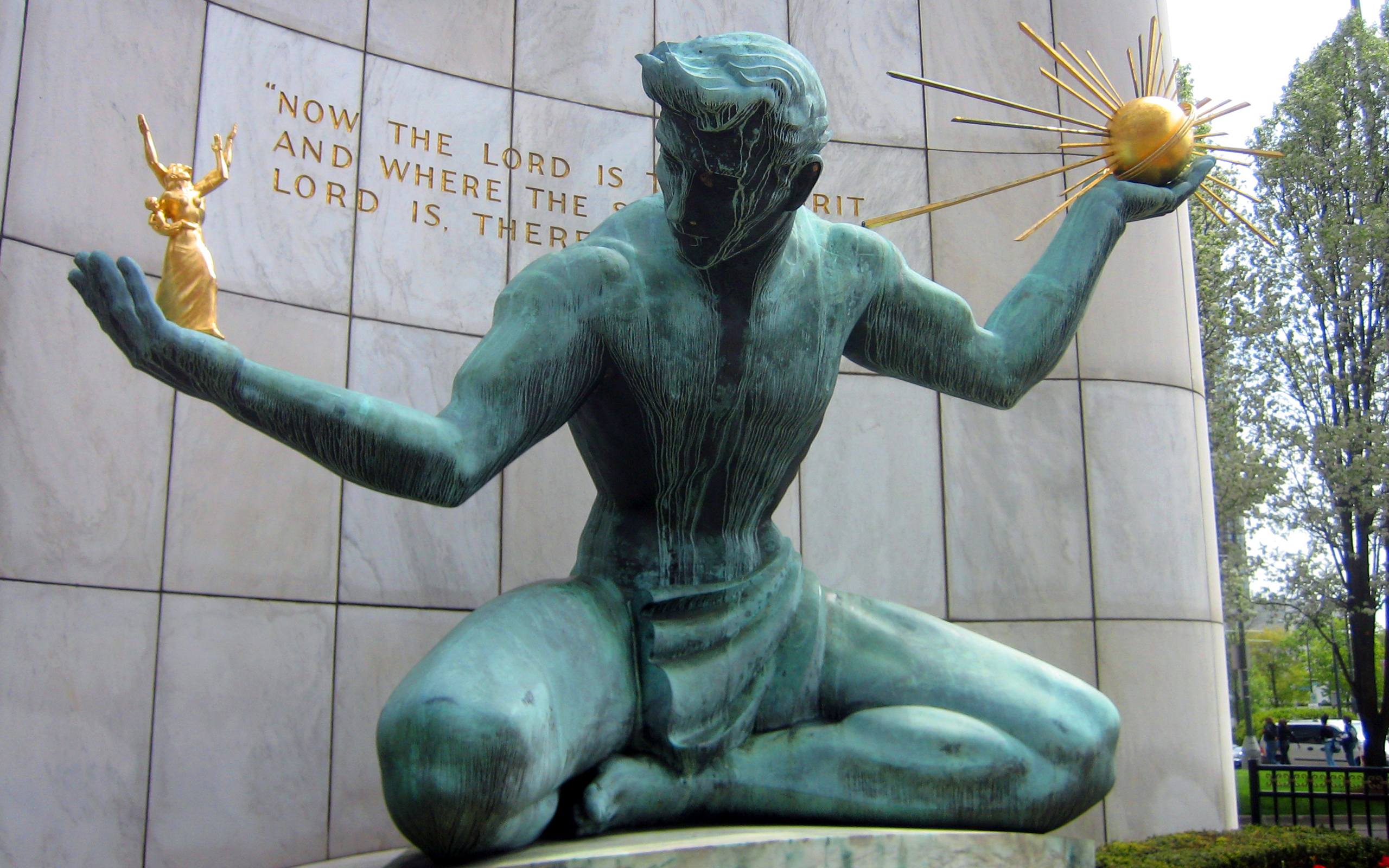
The Spirit of Detroit antes de su restauración

El nombre surgió de una inscripción de 2 Corintios (3:17), que aparece escrita en la pared ubicada atrás de la estatua:

"NOW THE LORD IS THAT SPIRIT

AND WHERE THE SPIRIT OF THE

LORD IS, THERE IS LIBERTY."

"AHORA BIEN, EL SEÑOR ES EL ESPÍRITU

Y, DONDE ESTÁ EL ESPÍRITU DEL

SEÑOR, ALLÍ HAY LIBERTAD."

II Corintios 3:17

Esto incluye los sellos de la ciudad y del condado. Una placa en frente de la escultura lleva la inscripción: "El artista expresa el concepto de que Dios, a través del espíritu del hombre, se manifiesta en la familia, la relación humana más noble".

## Usos como un símbolo de la comunidad

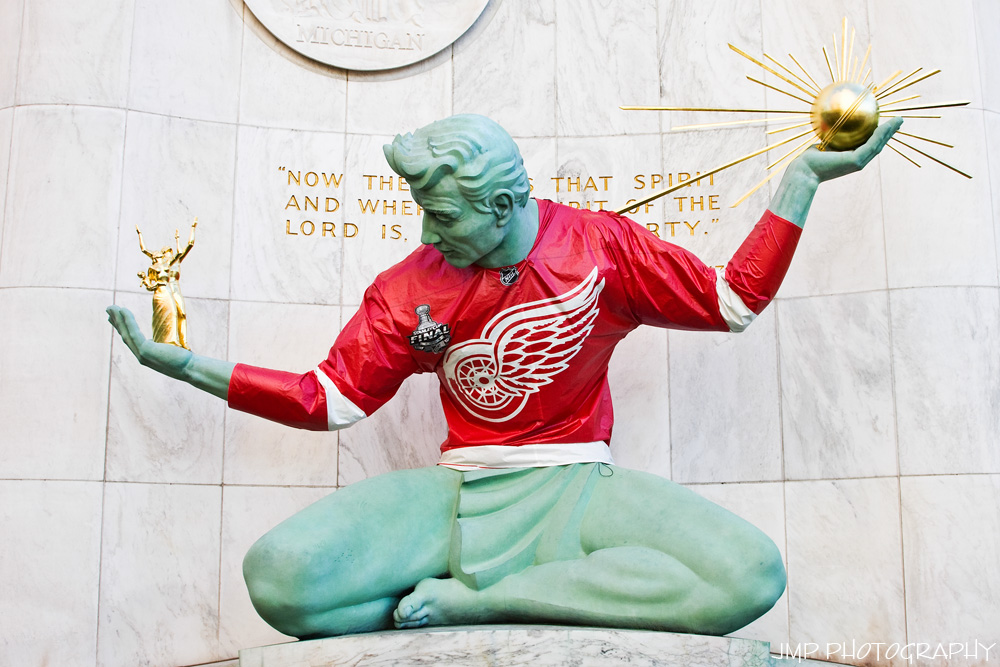
La estatua usando un suéter de los Detroit Red Wings durante las Eliminatorias de la Copa Stanley 2009

- La estatua se viste con frecuencia en jerséis de deportes cuando los equipos profesionales locales están en las eliminatorias. También fue vestido una vez en un esmoquin durante un concierto de ópera. Por primera vez desde 1997, la estatua no llevaba un suéter de Detroit Red Wings durante su victoria en la final de la Copa Stanley en 2008 debido a la restauración en curso. En su lugar, una estatua grande de un Tigre en Comerica Park estaba vestida con una camiseta.
- En el pasado, un ingenio local había pintado huellas verdes (el color de la estatua) saliendo de la estatua y llevando a la escultura de bronce desnuda de Passo di Danza (Paso de la Danza) de Giacomo Manzù cerca.[5]
- Como uno de los hitos más fácilmente identificables de Detroit, un bosquejo de la estatua aparece como el elemento central de la mayor parte de los logotipos de los departamentos y de los servicios de la ciudad de Detroit.
- Una imagen de la estatua aparece en el certificado del "Espíritu de concesión de Detroit". Esto es emitido por el Ayuntamiento de Detroit a una persona, evento u organización que se honra por un logro o servicio excepcional a los ciudadanos de Detroit.
- The Spirit of Detroit es la imagen principal en Detroit Community Scrip.
- The Spirit of Detroit se muestra en los comerciales del 2011 de Chrysler 200 Super Bowl, que muestran a Eminem junto con monumentos conocidos de Detroit.
- The Spirit of Detroit se utiliza como la cresta Detroit City Football Club. Detroit City FC es un equipo de fútbol formado en 2012 que juega en la National Premier Soccer League.